# Microregione di Castanhal
La Microregione di Castanhal è una microregione dello Stato del Pará in Brasile, appartenente alla mesoregione Metropolitana de Belém.

## Comuni
Comprende 5 comuni:
- Bujaru
- Castanhal
- Inhangapi
- Santa Izabel do Pará
- Santo Antônio do Tauá